# Нова Србија (област)
Нова Србија, или Новосрбија (слсрп. Нова Сербія – Нова Сербија, или Ново-Сербія – Ново-Сербија; рус. Новая Сербия – Новаја Сербија, или  – Новосербија; укр. Нова Сербія – Нова Сербија, или  – Новосербија), била је област у Руској Империји од 1752. до 1764.
Била је смештена на територији данашње Кировоградске области у Украјини. Административни центар Нове Србије је био град Новомиргород.

## Историја
Област је добила име по Србима који су се населили 1752. године у Русију из Аустријског царства (углавном са територија данашње Војводине). Било је то равничарско плодно степско земљиште, испресецано рекама, али необрађено и тврдо. Руске власти су дале српским насељеницима граничарима земљу и дали јој име Нова Србија. Имена насеља је одређивала руска царица. По одобреном плану ту су могли да се насељавају само православни Срби; други су морали да се одселе одатле. Командант пука генерал Јован Хорват је заслужан за развој (оснивање града) Новомиргорода, као и подизање 1754-1757. године утврђеног града на реци Ингули - Св. Јелисавете или града Елизаветграда (данас Кировграда) који је то постао 1775. године.
Јован Хорват написао је план насељавања Срба граничара у Русију, који је у Петровграду предао на разматрање, 19. фебруара 1752. године. По Хорватом предлогу основала би се четири пука; два хусарска и два пешачка - сваки коњанички са по 4000 војника, а два пешачка по 2000 људи.
Хорвату је 11. јануара 1752. године издата грамата којом он постаје руски генерал и може да почне стварање Нове Србије. Он је постао командант Новосербског војног корпуса у чији састав су ушли нови пукови, са штабом у Новомиргородском шанцу. До 1756. године постојала су само четири хусарска пука: два српска, грузијски и молдавски. А усред седмогодишњег рата устројена су још четири, као и "слободни пук", у којем је такође било много Срба. Српски корпус чинили су након реорганизације: Хорватов хусарски пук, Српски пешачки пук, Бугарски хусарски (под командом мајора Симеона Пишчевића, од 1759), Македонски (тј. Грчки, од 1759) и Новомиргородски козачки гарнизон. Нова Србија је у то време била: један војнички стан, који на сваки позив може одмах лиферовати потребан број чилих јунака на лаким коњима.
Први пристигли насељеници су се сместили у Кијеву и околини и чекали пролеће 1752. године да крену у своје ново одредиште. Од пролећа се приступило организацији области. У споразуму са пуковником Гљебовим Хорват је према карти одредио локације будућих шанчева - рота и на свакој оставио по распореду неколико нижих официра са мало војске. То су биле "клице" будућих рота, које би се постепено допуњавале до одређеног капацитета. Изграђена насеља су била концентрисана око "рота" у круг; из рота су се развила такође насеља састављена из три шанца. Између граничарских насеља су постојали сигнални системи за комуникацију. Хорват и други официри Срби су као руски агенти за насељавање одлазили у Аустрију и тајно врбовали нове насељенике, тежећи да испуне планиране квоте. Сматра се да је на територију Српског хусарског пука насељено око 18.000 становника, а на територију Српског пандурског пука око 12.000 људи.
У духовном погледу Нова Србија је припадала Кијевској епархији. Да би 5. јула 1756. године била преведена у Перејаславску епархију. У Новој Србији су постојале од почетка протопопије, а први протојереј био је 1756. године поп Михаил Вани родом из Славоније. Он је био епархијски намесник Екатаринске провинције и духовник Нове Србије. Генерал Хорват је безуспешно покушао да доведе српског епископа, који би имао столицу у Новомиргороду.
Године 1753. основан је и Новослободски хусарски пук, који се налазио преко 200 километара јужно од Нове Србије. Команда тог пука састављеног од 27 рота и Нове Србије, била је у Елисаветграду, са тврђавом. Ту се населило око 3000 Срба граничара, и ови нису били доминантни као у Новој Србији. Али занимљиви су називи рота, јер су то очигледно српска односно балканска имена, донета из постојбине. Ту се срећу следећа имена насеља (рота): Бешка (Украјина) (са 216 граничара), Бошњаково (Украјина), Калиновка (са дрвеном Николајевском црквом 1798), Скопље (Украјина), Босна (Украјина), и други. Када је 1764. године вршена реорганизација, Слободни (Новослободни) козачки пук је преименован у "Елисаветградски пикинерски пук".

У новој домовини су Срби основали многа села са истим именима као и у старој, али и градовима. Многа од тих села су и до данас задржала старе називе, али становници су русификовани Срби. Александар Пишчевић у својим мемоарима спомиње Нову Србију и описује тадашње Србе и њихове суседе Малорусе (данас Украјинце). 
Родбина ме уопште не везује за себе, него је, напротив, омрзла мојој души својим несугласицама. Србе, моје земљаке, очима не могу да видим због њихове шкртости, а поред тога дојадили су ми преко сваке мере и својим израчунавањем древног порекла својих породица, глупим дипломама, доставама и тужбама и другим доказима своје глупости. И Малоруси, суседи Нове Србије, чији је живот испуњен потказивањима, доставама и тужбама, живе у вечитом међусобном рату.

### Епилог
Након кажњавања, рашчињења и прогонства оснивача и команданта генерала Јована Хорвата 1763. године, царска власт је "уништила" и српске граничарске области. Хорватов план је тек половично био остварен а новац потрошен. Неповољном развоју догађаја допринео је и успех Аустрије да спречи даље досељавање Срба са њене територије, што је узроковало да колонизација није успела. Било је недовољно Срба насељеника, па тако није могло да се задржи стање.
Оба српска, бугарски и македонски пук Нове Србије су прешли у састав слободних козачких пукова, северно од те области. Били су то тада: харковски, ахтирски, изјумски, сумски и остророшки пук. А Срби команданти су распоређени на иста места по војним јединицама целе руске царевине. Претходно су српски пукови Нове Србије 1764. године преименовани. Хорватов хусарски пук је постао Црни хусарски пук а Српски Пандурски пук (пешачки) је постао Жути хусарски пук.
Указом од 22. марта 1764. године област Нова Сербија је претворена у Новоросијску губернију. Уследила је убрзана колонизације те области да би Срби престали да буду доминантни. Године 1784. обе бивше српске области заједно са Запорожјем ушле су у састав Екатеринославског намесништва. Источна половина тог намесништва је названа Екатеринославска губернија, а западна половина - Вознесенска губернија.

## Насеља
Са једне пољске карте из 18. века 67 насеља постоје на простору Нове Србије. Овде су примери назива села у Новој Србији, која се јављају и у Панонској низији (у Војводини и другим регионима) и сугеришу на Србе. На списку су насеља за које није још откривена припадност одређеној роти, одређеног пука из састава Српског корпуса:
- Турија, била је ван граница Нове Србије, северно; по Турији у Војводини
- Владимировац, по Владимировцу у Војводини
- Смедерево (Украјина), по граду Смедереву на Дунаву,
- Бечеј (Усикивка), по градићу Бечеју у Војводини
- Село Слобода Максимовка је 1778. године имало православну дрвену цркву "Арсенијевску", коју су подигли секунд мајор Максим Чорба и његови насељеници месни граничари Срби.[8]
- Село Пантасијевка је 1780. године имало православну дрвену цркву посвећену Св. Арханђелу Михајлу. Градња је започета 1779. године настојањем секунд мајора Пантасија. Становници села били су Власи и Срби.
- Село Братско је 1791. године имало православну камену цркву посвећену Св. Николи. Село је постојало 1788. године. Изграђен је старањем помоћника генерал мајора Илије Живковића.

### Први коњички (хусарски) српски пук
Пук је имао у свом саставу 20 рота (шанаца), под командом Јована Хорвата, са штабом у Новомиргороду. Поред Хорвата, команданти тог пука били су Срби: премијер мајор Никола Чорба, подпуковник Димитрије Перић, премијер мајор Константин Јузбаша, капетан Феодор Чорба, подпуковник Антон Хорват, премијер мајор Никола Цветановић, те капетан Бошковић. Капелан војни био је од 1752. године поп Петар Булић.
- Село Табуришће (данас Светловодск) припадало је ратном саставу овог пука. Али иако су у њему живели Малоруси, православни дрвени храм посвећен Св. Арханђелу Михајлу, грађен је 1787. године прилозима Срба. Ту је била претходна старија богомоља.

Наведени су називи места са препознатим српским називима из 1752; прва рота је била Новомиргородски шанац - Новомиргород град:
- 1. рота - Новомиргород шанац, штабно место; (пре Тресјаги).
- 2. рота - Печка, (стари назив Коробчино), по месту Печка на Моришу, са 227 граничара са породицом.
- 3. рота - Петроостровск (Украјина), (шанац Петровско Острво), по месту Петрово Село у Поморишју, са 275 граничара.
- 4. рота - Надлак, (стари назив Килотен или Надљакск?), по Надлаку у Румунији. Шанац је настао насељавањем 126 граничара из Баната.
- 5. рота - Калнибалат (Калниболот) сада Катеринопољ; ту је 1758. године изграђена православна црква посвећена Вазнесењу Господњем (Спасовдану). Иако су је подигли Срби, први месни свештеник био је поп Симеон Григорјев, који се доселио из града Очака у Турској. Прешао је ту 1785. године из Новог Архангелска.
- 6. рота - Семлик (или Семлак),
- 7. рота - Архангелск (Архангиелск),(или Новоархангелск) је шанац који су насели Срби. Ту је 1776. године православни храм од дрвета посвећен Св. Арханђелу Михајлу. Претходна црква је била посвећена Св. мученици Варвари, али се о њој ништа не зна.
- 8. рота - Мартонош (пре Јермина Балка), по Мартоношу у Војводини, са 188 граничара. У шанцу је 1777. године православна црква Св. Георгија. Преуређена је 1797. године.
- 9. рота - Панчево (пре Ољховатка), по Панчеву у Војводини, са 220 граничара.
- 10. рота - Кањижа (пре Три Барјаки и Калнит), по Кањижи у Војводини, са 199 граничара. Православни храм посвећен Св. Тројици започет је 1759. године да се гради.
- 11. рота - Сента (пре Могилово и Сентов), по Сенти у Војводини. Шанац је основан 1754. године са 98 граничара из Бачке. Свештеник се ту налазио 1755. године, а православни храм од дрвета посвећен Силаску Св. Духа (Духови) је освећен 1759. године. Како је градња кренула на лошем месту, грађевина је пренета на другу локацију у насељу.
- 12, рота - Вуковар, по Вуковару у Хрватској, са 198 граничара.
- 13. рота - Фелдвар, (називан и Лесницкоје), по Фелдвар(ц)у, данашњем Бачком Градишту у Војводини, са 141 граничаром из Бачке. Православна дрвена црква Петро-Павловскаја започета је 1757. године. Грамата је добијена 1761. године о Перејаславског епископа Герасима. Место је постојала још 1703. године, а било је озлоглашено по разбојничкој банди која се крила у великој шуми око села.[8] Други храм од дрвета подигнут 1796. године био је посвећен Уздизању Св. крста, који је заменио Петро-Павловску цркву. Друга црква је темељно оправљена 1834. године.
- 14. рота - Суботица (Мала Аџамка и Суботницко), по Суботици у Војводини. Шанац је основало 41 граничара из Бачке. Православни дрвени храм (трећи по реду) је био посвећен Сретењу Господњем 1775. године. Прва, претходна црква је подигнута 1755. године, је потом изгорела. И друга црква, дрвена је спаљена 1769. године приликом упада Татара. Месни граничари су по укидању Хорватовог пука, прешли у састав Црног хусарског пука.
- 15. рота - Цибулиев, (Цибулов). Место је шанац насељен Србима. Постоји ту 1776. године православна црква посвећена Св. Арханђелу Михајлу.
- 16. рота - Митровица, (као Дмитровка); или Мамишиц?, по Митровици на Сави, са 350 граничара.
- 17. рота - Мошорин, (пре Иванковци, па Некрасивка), по Мошорину у Војводини, са 110 граничара. Ту је 1795. године била православна црква од камена, посвећена Уздизању часног крста.
- 18. рота - Сомбор, (Дикивка), по Сомбору у Војводини, са 92 граничара.
- 19. рота - Глина, (Глинск), по Глини у Хрватској граници. Ту је православна црква посвећена Св. Арханђелу Михајлу грађена 1765-1772. године. Године 1765. је био парох поп Јаков Ингуљеско, а месни старешина мајор Петар Марјановић. Нови камени храм је започет 1814. године а освећен 1822. године.
- 20. рота - Вршац (пре Нестеривка), по Вршцу у Војводини, са 318 граничара. У шанцу је 1777. године дрвена православна Богородичина црква. Претходна на том месту је изгорела у пожару.

### Други пешадијски (пандурски) српски граничарски пук
Пук је имао у свом саставу такође 20 рота (шанаца), а чији се штаб налазио у Криловском шанцу, будућем граду Крилово, под командом старијег брата, подпуковника Михајла Хорвата. Командири тог српског пука били су од 1752. године Срби и Руси. Од Срба се јављају: подпуковник Димитрије Хорват, капетан Поповић, премијер мајор Никола Чорба, премијер мајор Јосиф Цветановић, те капетан Радкевић. Подлекар је од 1758. године Тимофеј Барт.
Наведени су само називи насеља који се директно повезују са Србима, а који сведоче о њиховој постојбини; прва рота је била Криловски шанац:
- 1. рота - Криловски шанац, (много касније, од 1938. године Кировград), седиште штаба српског пука. У Криловском шанцу је била православна црква посвећена Успењу Пресвете Богородице грађен 1761. године, од дрвета, од стране Срба. При њој је служио 1740-1770. године поп Димитрије Петров. Исти је набавио о трошку козака сребром оковано јеванђеље и часник крст. Место се касније звало Ново Георгијевск. У шанцу је била стара дрвена Покровска црква 1777. године, са два стара јеванђеља са записима из 1697. и 1730. године, која су пренета у Успенски храм.
- 2. рота - Табурус, (Табурино или Табуриште)
- 3. рота - Кринков, (или Крјуков),
- 4. рота - Каменка, (или Камјанка),
- 5. рота - Земун, (пре Плахтијивка), по Земуну, данас делу Београда, Централна Србија
- 6. рота - Чанад, по месту Чанаду на Моришу,
- 7. рота - Пилазници, (или Пиљужница)
- 8. рота - Ковин, по Ковину у Војводини,
- 9. рота - Благовац,
- 10. рота - Сланкамен, по Сланкамену у Војводини
- 11. рота - Бешка, по месту Бешки на Дунаву,
- 12. рота - Вараждин, (Протопопивка), по Вараждину у Хрватској
- 13. рота - Глоговац, (Косивка), по месту Глоговцу на Моришу; 180 исељеника из Баната довео је ту њихов капетан Георгије Филиповић. Године 1758. ту долазе нови досељеници Срби са далматинског Косова, због којих место мења назив у "Косово".
- 14. рота - Јанов, (Јанопоље), по месту Јенопоље у Банату; имало је 1797. године дрвену Успенску цркву.
- 15. рота - Шољмош, (пре Секоука), по месту Шоимошу код Арада,
- 16. рота - Вилагош као Вингоз?, (пре Деријивка); по Вилагошу, данашњој Ширији у Румунији
- 17. рота - Чонград, (пре Андрусивка), по Чонграду у Мађарској
- 18. рота - Павлиш, (Пафлиц), пре Бутовка; по месту Паулишу код Арада. Ту је 1776. године православна црква посвећена Сретењу Господњем.
- 19. рота - Мандралок, по месту Мандрулоку у Поморишју,
- 20. рота - Сентомаш, по Сентомашу, данашњем Србобрану у Војводини.

### Црни хусарски пук од 1764. године
Пук је реорганизован и преименован бивши хусарски пук Хорватов. Седиште штаба је било у Новомиргороду. Први командант тог пука био је Србин, премијер мајор Лазар Серезлија (1764—1770). У штабу су били официри и службеници Срби и Руси, а од Срба се помињу: секунд мајор Алексеј Крестић, премијер мајор Петар Стојков, подпуковник Аврам Рашковић, "предводитељ дворјанства" секунд мајор Стефан Пишчевић. Ратни састав пука чинили су 1765. године исте оне роте као и под Хорватом.

### Жути хусарски пук од 1764. године
Пук је такође само реорганизован и преименован претходни Српски пешачки пук. Седиште штаба било је у месту Крљукову а то је била прва рота. Команданти тог пука били су Срби: пуковник Федор Чорба (1764—1775) и подпуковник Иван Хорват (од 1775). У штабу су се налазили Срби и Руси, а од Срба познати су: премијер мајори Петар Марјановић и Василије Тотовић, секунд мајори Иван Радковић, Самуил Хорват (Марковић), Константин Марковић и Стефан Субота. Пуковски лекар био је од 1767. године Карл Ланге. Ратни састав пука чинило је истих 16 рота.

## У популарној култури
- У америчком научнофанастичном филму Мисија Вавилон из 2008. године, главни лик Туров (Вин Дизел) започиње свој пут у блиској будућности, у дистопијској 2027. године у Новој Србији, територији Русије.

## Галерија
- Положај Нове Србије у данашњој Кировоградској области
- Мапа насеља Нове Србије
- Мапа насеља Нове Србије
- Мапа Кировоградске области у Украјини